# 4969 Lawrence
4969 Lawrence è un asteroide della fascia principale. Scoperto nel 1986, presenta un'orbita caratterizzata da un semiasse maggiore pari a 2,7577806 UA e da un'eccentricità di 0,3622812, inclinata di 31,43374° rispetto all'eclittica.
L'asteroide è dedicato all'astronomo statunitense Kenneth J. Lawrence.